# John Williams (kytarista)
John Williams (* 24. dubna 1941) je australský kytarista. Narodil se anglickému otci a australské matce v Melbourne a počínaje rokem 1952 žil s rodinou v Anglii. Na kytaru začal hrát pod vlivem svého otce, který sám na tento nástroj hrál. V letech 1956 až 1959 studoval hru na klavír na Royal College of Music (v té době se zde hra na kytaru nevyučovala). V roce 1971 nahrál spolu s řeckou zpěvačkou Marií Farantouri album Songs and Guitar Pieces by Theodorakis, obsahující zhudebněné básně, jejichž autorem byl Federico García Lorca. V letech 1978 až 1984 byl členem superskupiny nazvané Sky (dalším členem byl například Herbie Flowers).